# Lann Hornscheidt

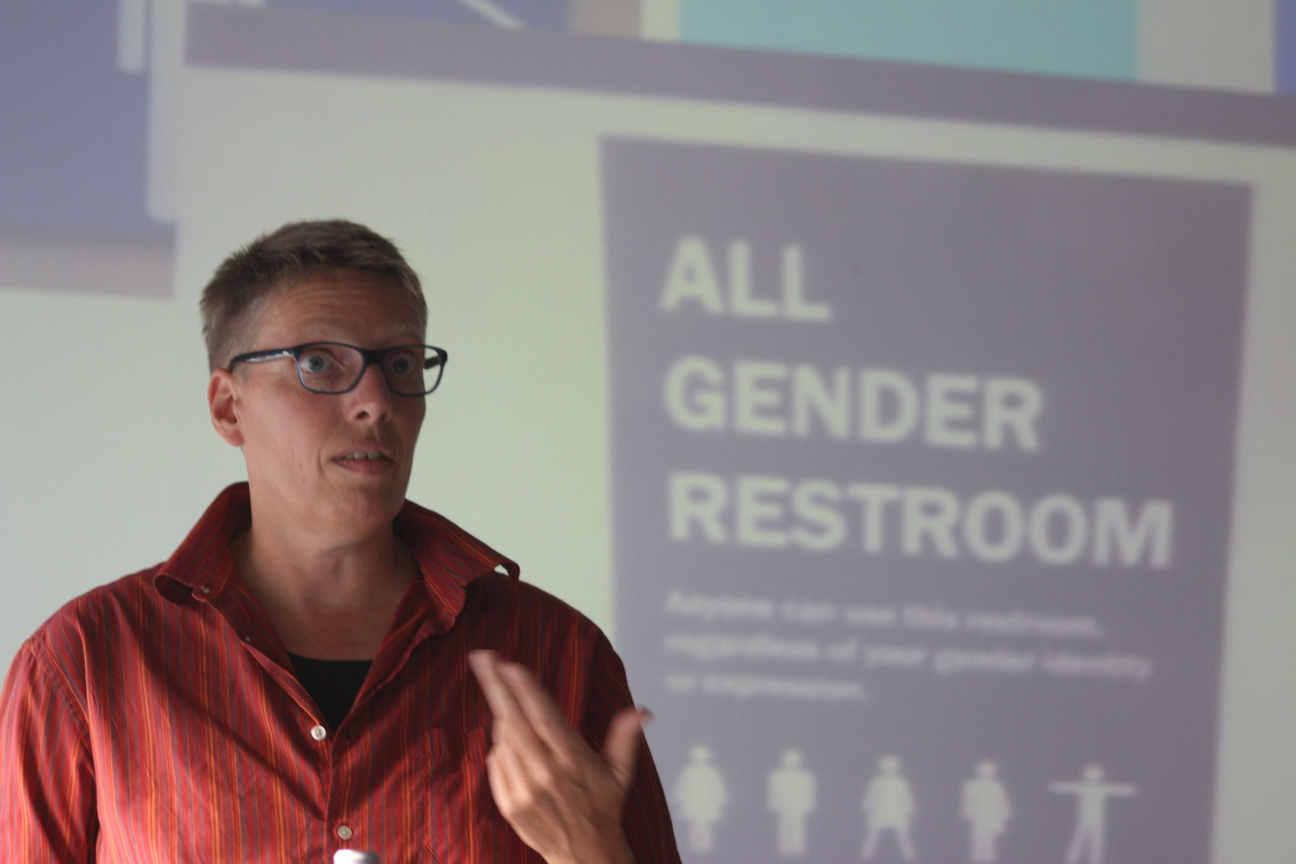
Lann Hornscheidt (2015)

Lann Hornscheidt, Autorenname auch Antje Lann Hornscheidt (* 1965 in Velbert als Antje Hornscheidt), ist eine deutsche nichtbinäre Person, die auf dem Gebiet der Sprachwissenschaft und Skandinavistik sowie der Gender Studies tätig ist und seit 2015 den Verlag w_orten & meer leitet. Bis 2016 hatte Hornscheidt eine Professur für Gender Studies und Sprachanalyse am Zentrum für transdisziplinäre Geschlechterstudien der Berliner Humboldt-Universität. Hornscheidt versteht sich als genderfrei und verwendete ab den 2010er-Jahren die Selbstbezeichnung „Profex Drex“ (statt Prof. Dr.), die zu Kontroversen und Anfeindungen führte. Seit 2021 nutzt Hornscheidt das Neopronomen und Suffix ens („Prof.ens Dr.ens“).

## Leben
Hornscheidt wuchs in einem nichtakademischen Elternhaus im Ruhrgebiet auf. 1991 wurde Hornscheidt an der Christian-Albrechts-Universität zu Kiel zum Doktor der Philosophie promoviert mit der Arbeit Der L1- und L2-bilinguale Erwerb pronominaler Referenz bei Kindern: Eine Untersuchung von Schwedisch und Englisch im L2- sowie Schwedisch im nicht-dominanten L1-Erwerb. Im Jahr 2004 erfolgte die Habilitation in skandinavistischer Linguistik an der Humboldt-Universität zum Thema Genderspezifizierung und ihre diskursive Verhandlung im modernen Schwedisch. Hornscheidt hielt Gastprofessuren an der Universität Graz (Institut für Germanistik), der Universität Örebro (Institut für Geschichtswissenschaften), der Universität Turku (Institut für schwedische Linguistik), der Universität Lund (Institut für Germanistik) und an der Universität Uppsala (Institut für Germanistik).
2016 kündigte Hornscheidt die Professur für Gender Studies und Sprachanalyse und ist seitdem nicht mehr an der Humboldt-Universität tätig.
Hornscheidt war 2022 Gründungsmitglied des PEN Berlin, wurde 2023 aber nicht mehr in der Mitgliederliste genannt.

## Positionen

### Gendertheorie und geschlechtsneutrale Sprache
Hornscheidt kritisiert die generelle zweigeschlechtliche Grundkonzeption der Gesellschaft („ZweiGenderung“) und deren Vorstellungen von Normalität und Kategorisierbarkeit. Geschlechtliche Diskriminierung kann nach Ansicht Hornscheidts nicht losgelöst von den gesellschaftlichen Herrschaftsverhältnissen betrachtet werden, rassistische und ableistische Strukturen müssten daher stets mitbetrachtet werden. Ausgehend von der feministischen Linguistik befürwortet Hornscheidt eine geschlechtsneutrale Sprache, mit der sich auch diejenigen identifizieren können, die sich nicht als Mann oder Frau betrachten, und schlägt die Verwendung einer „x“-Form vor, die geschlechtsspezifische Wortendungen aufhebt (z. B. „Einx schlaux Sprachwissenschaftx liebt xs Bücher“). Dieser Vorschlag sei nicht als Forderung zur allgemeinen Einführung einer „x“-Form als Ersatz für männliche oder weibliche Formen gedacht, sondern eine neutrale Ergänzungsform. Hornscheidt betont, dass es sich um Vorschläge handelt, nicht um Forderungen, und dass bei der Verwendung der Sprachform immer auch Kontext und Adressat betrachtet werden sollten. So sei es beispielsweise unsinnig, eine geschlechtsneutrale Form zu wählen, wenn sich in der beschriebenen Gruppe ausschließlich Männer befinden. Auch solle sich niemand eine geschlechtsneutrale Bezeichnung geben, der sich selbst mit einem Geschlecht identifiziert. Für sich selbst lehnt Hornscheidt eine Identifikation als Mann oder Frau in der Anrede ab und bezeichnet sich im Sinne der geschlechtsneutralen Sprache als „Professx“ (gesprochen: Professiks). In einem Gedicht thematisiert Hornscheidt die Entscheidung, sich selbst den geschlechtsneutralen Namen „Lann“ zu geben.
2012 organisierte Hornscheidt die Ausstellung „to dyke_trans“ in Berlin, die Kunst ausstellte, „die einen feministischen, ungewöhnlichen Blick auf ‚trans‘“ ermöglicht und so auf alle, „die nicht in ein klassisches Geschlechterbild passen“.
Im Jahr 2015 arbeitete Hornscheidt mitverantwortlich am Leitfaden für Feministisches Sprachhandeln mit.
Hornscheidt arbeitet bei dem gemeinnützigen Verein xart splitta e. V. und ist beteiligt am Verlag w_orten & meer – Verlag für diskriminierungskritisches Handeln.

### „ens“ als genderfreies Neopronomen und Suffix
2021 prägte Hornscheidt im Praxis-Handbuch für Gender und Sprache das Neopronomen und die Endung ens als „genderfreie“ Lösung: „Ens ist der Mittelteil aus ‚Mensch‘. Studens wäre das, Lesens, Hörens. Und das Pronomen ist dann ens, der bestimmte Artikel ist dens, der unbestimmte ist einens. Wir haben das genderfrei genannt.“ Auf der eigenen Website änderte Hornscheidt die Selbstbeschreibung von „Profex Drex“ (Prof. Dr.) um zur neuen Endung -ens: „Prof.ens Dr.ens“. Mitte des Jahres berichteten die ARD-Tagesthemen über Hornscheidts Vorschlag („ens Käufens und ens Einkaufskorb“). Im Juli 2021 kursierte auf Twitter ein Beitrag, der die Fotografie einer Seite aus dem Handbuch in einen Zusammenhang stellte mit dem Wahlkampf von Bündnis 90/Die Grünen und vom Zwang sprach, nun „eine neue Sprache lernen“ zu müssen. Hornscheidt beantwortete eine Anfrage dazu:

„Das vielleicht größte Missverständnis liegt darin, dass dies alles Vorschläge, Ideen und Anregungen sind für die Menschen, die sich in Bezug auf Gender nicht diskriminierend ausdrücken wollen. Nichts davon ist Vorschrift oder Regel. Es gibt keine Verbote und keine Vorschriften in dem Buch. Nichts davon ist parteipolitisch inspiriert, gebunden oder assoziiert.“

### Kritik
Hornscheidts Vorschläge stießen vielfach auf Kritik. So bewertete Anne-Catherine Simon 2014, gegen die „x-Form“ als „individuelle Form des Aktivismus“ sei nichts einzuwenden, als „ernst gemeinter akademischer Vorstoß für eine neue Sprachnorm“ führe der Vorschlag aber „in unfreiwilliger Ironie gerade die jahrzehntelangen feministischen Bemühungen ad absurdum“. Es sei lange darum gekämpft worden, dass Frauen in der Sprache präsenter werden, jetzt solle „genau das wieder eliminiert werden, weil das System der Zweigeschlechtlichkeit angeblich eine Ungerechtigkeit“ bedeute.
Arno Frank von der taz bezeichnete die von Hornscheidt vorgeschlagenen geschlechtergerechten Formen 2013 als „elitären Neusprech“ und „kaum praktikabel“. Eine Forschung, die „unter anderem in schwülen Oden auf ihre selbstgebastelten Vornamen“ bestehe und „experimentelle Poesie nicht von politischem Handeln unterscheiden“ könne, sei aber nicht völlig sinnlos, denn „eine offene, aufgeklärte und gerechte Welt braucht solche Menschen“.
Zudem sah sich Hornscheidt in den Jahren 2013 und 2014 auch persönlichen Anfeindungen ausgesetzt. Insbesondere in sozialen Medien kam es neben inhaltlicher Kritik auch zu Beschimpfungen und massiven Gewaltaufrufen, die vor allem aus dem rechten Milieu stammten. Nach Ansicht Hornscheidts wird dieser Hass vielfach mit Nationalismus verbunden, mit „Angst um Deutschland“, da die Verfasser Frauen und Männer als „natürliche Grundlage Deutschlands“ betrachteten und durch Menschen wie Hornscheidt bedroht sähen. Robin Detje sah 2014 den Grund für Beleidigungen und Drohungen auch in süffisanter Verächtlichmachung in Massenmedien, wie es etwa durch Ulf Poschardt, Harald Martenstein, Jan Fleischhauer oder Matthias Matussek zu beobachten sei. In der Folge übersetzten „echte Männer […] für sich den Geist, der sie aus den Glossen von #Ulfharaldjanmatthias anweht, in Facebook- und Internet-Kommentare voller Morddrohungen und Vergewaltigungsphantasien“.

### Verfassungsbeschwerde
Im April 2020 entschied der Bundesgerichtshof gegen Lann Hornscheidt, dass eine Person mit eindeutig weiblichen oder eindeutig männlichen Körpermerkmalen nur in Anwendung des Transsexuellengesetzes (TSG) die Feststellung erwirken kann, „weder dem weiblichen noch dem männlichen Geschlecht zugehörig zu sein“. Durch die Anwendung des Verfahrens nach dem TSG sind hierfür zwei Gutachten gerichtlich bestellter Sachverständiger erforderlich. Nach der gerichtlichen Feststellung der Nichtzugehörigkeit zum männlichen oder weiblichen Geschlecht kann die Person dann wählen, ob der Geschlechtseintrag im Geburtenregister in „divers“ geändert oder gestrichen (offengelassen) werden soll. Mit Unterstützung der Gesellschaft für Freiheitsrechte legte Hornscheidt gegen diesen Beschluss Verfassungsbeschwerde beim Bundesverfassungsgericht ein und beansprucht einen selbstbestimmten Geschlechtseintrag beim Standesamt, in diesem Fall die Streichung des nicht übereinstimmenden Geschlechtseintrags.

## Stipendien und Auszeichnungen
- 2001 und 2003: Preis für herausragende Lehre der Philosophischen Fakultät II der Humboldt-Universität zu Berlin
- 2009: Einjähriger Forschungspreis von Riksbankens Jubileumsfond Schweden
- 2011/2012: Erik-Wellander-Stipendium für Sprachpflege des Svenska språknämnden
- 2021 und 2023: Deutscher Verlagspreis mit dem Verlag w_orten & meer[29][30]

## Veröffentlichungen (Auswahl)

### Wissenschaft
- Die sprachliche Benennung von Personen aus konstruktivistischer Sicht. Genderspezifizierung und ihre diskursive Verhandlung im heutigen Schwedisch. De Gruyter, Berlin / New York 2006, ISBN 978-3-11-018526-3, zugleich: Habilitationsschrift, Humboldt-Universität Berlin, 2004, unter dem Titel: Personale Appellation aus konstruktivistischer Sicht am Beispiel von Genderspezifizierung und ihrer diskursiven Verhandlung im heutigen Schwedisch.
- mit Katharina Walgenbach, Gabriele Dietze und Kerstin Palm: Gender als interdependente Kategorie. Neue Perspektiven auf Intersektionalität, Diversität und Heterogenität. Barbara Budrich, Leverkusen 2007, ISBN 978-3-86649-871-6; 2. Auflage ebenda 2012, ISBN 978-3-86649-496-1.
- Gender resignifiziert. Schwedische (Aus)Handlungen in und um Sprache. Humboldt-Universität Berlin, 2008, ISBN 978-3-932406-29-4.
- als Hrsg. mit Adibeli Nduka-Agwu: Rassismus auf gut Deutsch. Ein kritisches Nachschlagewerk zu rassistischen Sprachhandlungen. Brandes & Apsel, Frankfurt am Main 2010, ISBN 978-3-86099-643-0.
- als Hrsg. mit Hanna Acke, Gisa Marehn und Ines Jana: Schimpfwörter – Beschimpfungen – Pejorisierungen. Wie in Sprache Macht und Identitäten verhandelt werden. Brandes & Apsel, Frankfurt am Main 2011, ISBN 978-3-86099-684-3.

### Publizistik
- feministische w_orte. ein lern-, denk- und handlungsbuch zu sprache und diskriminierung, gender studies und feministischer linguistik. Brandes & Apsel, Frankfurt am Main 2012, ISBN 978-3-86099-948-6.
- Zu Lieben. Lieben als politisches Handeln. w_orten & meer, Berlin 2018, ISBN 978-3-945644-14-0.
- Sprachgewalt erkennen und sprachhandelnd verändern. Sukultur, Berlin 2018, ISBN 978-3-95566-086-4
- mit Lio Oppenländer: Exit gender. Gender loslassen und strukturelle Gewalt benennen: eigene Wahrnehmung und soziale Realität verändern. w_orten & meer, Berlin 2019, ISBN 978-3-945644-17-1.
- mit Ja’n Sammla: Wie schreibe ich divers? Wie spreche ich gendergerecht? Ein Praxis-Handbuch zu Gender und Sprache. w_orten & meer, Berlin 2021, ISBN 978-3-945644-21-8.[18]